# Willem Conraetz
Willem Conraetz (1719 - 1802) was schepen en burgemeester van Venlo.
Hij studeerde rechten in Leuven en werd op 9 juli 1743 tot advocaat aan het Hof van Venlo beëdigd; van 1759 tot 1796 was hij schepen van Venlo. In 1762, 1767, 1774, 1778, 1782 en 1784 was hij regerend burgemeester. Op 6 maart 1773 werd hij tot kapitein der adelborsten aan de Maaspoort en tot commissaris van de bank van lening aangesteld. In 1747 trouwde hij met de in Venlo geboren Maria Joanna van Ginck, met wie hij zes kinderen kreeg.